# Peter Gordeno
Peter Dean Gordeno (n. 20 februarie 1964, Metropolitan Borough of Kensington⁠(d), Anglia, Regatul Unit) este un muzician, compozitor și producător englez. Din 1998, face parte din echipa de turnee a trupei Depeche Mode, în locul lui Alan Wilder, interpretând părți de la clavitură, precum și ocazional voci și chitară bas. El și Andrew Phillpott au cântat ca muzicieni de sprijin pentru Martin Gore într-un scurt turneu numit „A Night with Martin L. Gore” în 2003.
Deși colaborarea lui Peter Gordeno cu Depeche Mode s-a limitat aproape exclusiv la concerte, participarea lui este atât de importantă încât, alături de Martin Gore, este singurul care apare pe scenă în timpul tuturor pieselor.
În 2017, Gordeno a scris împreună cu vocalistul Dave Gahan și Christian Eigner piesele „Cover Me” și „Poison Heart” de pe albumul lui DM Spirit, care a reprezentat prima sa colaborare compozițională în trupă, iar primul dintre cântece a fost chiar al treilea single al albumului.
Gordeno a colaborat cu artiștri precum Seal, Il Divo, JLS, Leon Jackson și Lucie Silvas.